# Valdampierre
Valdampierre é uma comuna francesa na região administrativa de Altos da França, no departamento de Oise. Estende-se por uma área de 8,67 km². Em 2010 a comuna tinha 940 habitantes (densidade: 108,4 hab./km²).